# 俵 (単位)
俵（ひょう）は、米穀などの産品の取引や流通のために使用される単位である。尺貫法の体系から独立した特殊単位で、具体的な量は対象品目ごとに異なる。
米以外にも雑穀、木炭、食塩、綿花など、かつて俵(たわら)で流通したさまざまな産物に適用された。元来は1つの俵に入れる体積の単位であったが、現在は質量の単位である。
1952年（昭和26年）の計量法においては尺貫法と同様に、同法で規定されていない非法定計量単位として使用が禁止され、法的根拠を喪失した。そのため現在は、俵の量目は取引慣行により定められる。

## 米
現在の米穀取引の実務における1俵は60 kgとされている。
かつて米の計量は枡を基準とし、体積で計量され流通したため、俵は体積を表す単位だった。文献で最初に記載されている俵についての記述は、平安時代のもので5斗で1俵とするという規定が残っている。この時代の斗量は現在とは異なり、現在の定説では、当時の1斗は現在の0.4斗である。したがって、当時の1俵は約30 kgである。戦国時代から江戸時代の1俵はおおむね2斗から5斗の間で時代・土地ごとに異なり、例えば幕府は1俵を3斗5升としたが、加賀藩の1俵は5斗であった。またそもそも俵自体にも、四斗俵や六斗俵などいろいろなサイズがあって、規格が一定していなかった。
俵が容量単位として統一されたのは明治時代である。ただし全国的な法規はなく、根拠法規は各県ほぼ共通する内容の「○○県米穀検査規則」という県令である。同規則の中で各県の検査機関が行う米穀検査に使う俵の容量は「4斗」と定められ、同時に俵の寸法や構造が標準化された。未検査の米は流通が禁じられていたので、以後は一俵 = 4斗が事実上の統一基準になった。1斗はメートル法換算で18.039リットルと法定されていたので、明治時代の一俵は72.156リットルである。米1斗の質量は約15 kgなので、1俵は約60 kgとなる。
かつては60 kgの米俵を担ぎあげて運ぶことができれば、一人前の労働者とみなされた(世界大百科事典)。1俵は労働者一人が担いで運ぶ量であり、2俵は馬一匹の積載量であったため、米の出荷・保管・輸送に便利であった。タイなど海外ではいまだに60キロ袋が米の流通に使用されているが、重労働に慣れない現代日本人には60 kgの米俵を扱うことは難しくなり、出荷流通の米袋は「半俵」の30kg入りの紙袋包装が普通となった。

### 「石」と「俵」
「石」と「俵」はどちらも米の量であるが、一石は人間一人が一年に食べる量とされて人口維持力を示す石高制の基礎単位、俵は単に米を流通のため包装する単位で、そもそも性格が異なる。江戸時代の武士の収入には「石」と「俵・扶持」の表記があるが、領地を与えられ、そこから収納する石高の年貢を収入とする建前の上・中級階層が「石」、領地を持たず、米の現物支給を受ける軽輩の収入が「俵・扶持」で表されたのである（蔵米知行）。知行の換算は、 米1俵 = 1石 = 金1両（名目レート）また蔵米5俵 = 1人扶持(1日5合換算の端数切り上げによる)であった。

なお、幕府の御家人の知行1石が蔵米1俵に相当するのは、以下の通りの計算である。

天領の税率が四公六民なので、知行1石からは武士に対しては4斗の収益となる。これを精米することにより約3斗5升となり、蔵米の精米1俵分とほぼ同等となる。

## 米以外
大豆や小麦は米と同様に60 kg、馬鈴薯や大麦は50 kg、ソバは45 kgが1俵である。また木炭の1俵は15 kgである。
木炭の例では、北海道胆振地方においては、木炭の等級別に一俵当たりの重量が異なっていた。最上級品が四貫目詰め（約15kg）、上物は十貫目詰め（37.5kg）、さらに下の等級ではむしろで丸めた八貫目詰め（30kg）とされていた。
英語で綿花や羊毛など繊維原料の取引単位を示す「Bale(ベイル)」の訳語には「俵」が当てられ、国内でも取引の基準単位とされる。1ベイルの量は対象品目や産出国によって異なる。一例としてアメリカ綿1俵は500ポンド、約226.8 kgである。またコーヒー豆の流通は米と同じく60kg入り麻袋が国際標準となっている（FAOの統計もこの単位に基づいている）が、これはブラジル起源であり、偶然の一致である。